# Lassaad Dridi
Pour les articles homonymes, voir Dridi.
Lassaad Dridi (arabe : لسعد الدريدي), né le 19 avril 1977, est un footballeur tunisien reconverti comme entraîneur. Il évolue au poste de milieu défensif jusqu'en 2012.

## Biographie
Formé au Stade tunisien, Dridi évolue en tant que milieu défensif. Il passe la majeure partie de sa carrière au Bardo. Il devient ensuite entraîneur.

## Carrière de joueur
Durant sa carrière de joueur, il évolue dans des équipes tunisiennes à l'exception d'un prêt au club libyen d'Al-Hilal Benghazi:
- ?-juin 2005 : Stade tunisien
- juillet 2005-juin 2008 : Club athlétique bizertin
- juillet 2008-juin 2009 : Espoir sportif de Hammam Sousse
- juillet 2009-juin 2010 : Club athlétique bizertin
- juillet 2010-janvier 2012 : Club sportif sfaxien
  - janvier-juin 2011 : Al-Hilal Benghazi (prêt)
- janvier-juin 2012 : Espoir sportif de Hammam Sousse

## Carrière d'entraîneur
Après la fin de sa carrière de joueur, il entame une carrière d'entraîneur à la tête d'équipes tunisiennes :
- janvier-avril 2013 : Espoir sportif de Hammam Sousse
- juillet-septembre 2013 : Stade tunisien (adjoint)
- septembre 2013-janvier 2016 : Stade tunisien
- mars-décembre 2016 : Stade gabésien[2]
- mars-novembre 2017 : Club athlétique bizertin[3]
- novembre 2017-février 2018 : Club sportif sfaxien[4]
- septembre 2018-juin 2019 : Union sportive monastirienne[5]
- juillet 2019-janvier 2021 : Club africain[6]
- janvier-novembre 2021 : Étoile sportive du Sahel
- août-novembre 2022 : Olympique Club de Khouribga
- janvier 2023-juin 2024 : Al Ahly Benghazi SC
- janvier-juin 2025 : Club sportif sfaxien
- depuis juillet 2025 : Étoile sportive du Sahel[7]